# Kubanische Baseballnationalmannschaft

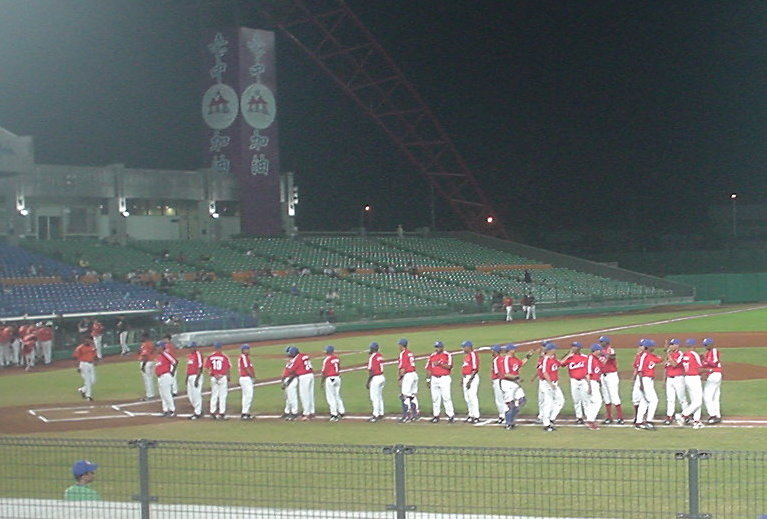
Die kubanische Mannschaft präsentiert sich vor dem Spiel um die Goldmedaille im Intercontinental Cup 2006 gegen die Niederlande

Die Nationalmannschaft Kubas im Baseball besteht ausschließlich aus Amateurspielern, so wie es im derzeitigen kubanischen System vorgesehen ist. Profimannschaften oder -ligen gibt es demnach nicht.
Das kubanische Nationalteam nahm an allen Olympischen Sommerspielen seit 1992 teil. Es war die erfolgreichste Mannschaft in dieser Zeit. Das kubanische Team gewann dreimal die Goldmedaille und zweimal Silber. Im März 2006 erreichte das kubanische Nationalteam das Finale im World Baseball Classic. Dort verloren sie gegen Japan mit 10:6.

## Erfolge bei Olympia
bei den Olympischen Spielen verzeichnete die kubanische Nationalmannschaft folgende Erfolge:
- 1992 – Goldmedaille
- 1996 – Goldmedaille
- 2000 – Silbermedaille
- 2004 – Goldmedaille
- 2008 – Silbermedaille

## Erfolge bei den World Baseball Classics
- 2006 – 2. Platz

## Erfolge bei den Pan American Games
Gold:
1951
1963
1971
1975
1979
1983
1987
1991
1995
1999
2003
2007
Silber:
1967

## Erfolge beim World Cup
Gold:
1939 1940 1942
1943 1950 1952
1953 1961 1969
1970 1971 1972
1973 1976 1978
1980 1984 1986
1988 1990 1994
1998 2001 2003
2005
Silber:
1941, 2007, 2009
Bronze:
1944 1951

## Erfolge beim Intercontinental Cup
Gold:
1979 1983 1985
1987 1989 1991
1993 1995 2002 2006
Silber:
1981 1997 1999

## Erfolge bei den Central American and Caribbean Games
Gold:
Kuba gewann Gold in 14 von 17 der Central American and Caribbean Games.